# Radici (miniserie televisiva 2016)
Radici (Roots) è una miniserie televisiva statunitense in quattro parti, prodotta nel 2016.
È un remake della miniserie del 1977 Radici, entrambe basate sull'omonimo romanzo di Alex Haley. La miniserie è andata in onda negli Stati Uniti in quattro serate, dal 30 maggio al 2 giugno 2016, durante il Memorial Day, trasmessa in contemporanea su History, Lifetime e A&E Network.

## Trama
È il 1750. In Gambia Omoro Kinte e sua moglie Binta hanno un figlio, Kunta, che viene rapito nel 1767 e venduto come schiavo dagli inglesi. Dopo essere arrivato nel Maryland in Virginia, Kunta viene "comprato" da un coltivatore, John Waller, che gli darà il nome di "Toby". Il ragazzo cerca di opporsi con tutte le proprie forze alla condizione di schiavo, ma alla fine sarà costretto a cedere e ad adattarsi alla sua nuova e tremenda vita.
La storia narra le vicende di Kunta Kinte, dal suo rapimento in Africa e dell'arrivo negli Stati Uniti, e dell'evolversi della sua famiglia: il matrimonio con la cuoca-schiava Belle, la nascita della figlia Kizzy e a sua volta la vita di Kizzy, dei suoi figli e dei figli dei suoi figli. Fino ad arrivare all'ultimo discendente della famiglia: lo scrittore Alex Haley, autore del romanzo.

## Produzione
History Channel ha commissionato un remake della miniserie dopo aver acquisito i diritti dal figlio di David L. Wolper, Mark Wolper. La nuova miniserie della durata di otto ore, con Mark Wolper produttore esecutivo, si basa sul romanzo di Alex Haley e sulla miniserie originale anche se da una prospettiva più contemporanea. Il budget di produzione si aggira attorno ai 50 milioni di dollari.
Nel mese di aprile 2015, è stato annunciato che, assieme a History Channel, la miniserie verrà trasmessa anche su Lifetime e A&E Network. Will Packer, Marc Toberoff, Mark Wolper, Lawrence Konner, Mark Rosenthal, Barry Jossen, Korin D. Huggins sono i produttori esecutivi della miniserie. Anche LeVar Burton, protagonista della miniserie del 1977, figura tra i produttori esecutivi.
Tra i vari nomi presenti nei titoli, figura anche Questlove, batterista dei The Roots, come produttore esecutivo delle musiche.

## Distribuzione
Negli Stati Uniti Radici è andata in onda in quattro parti da due ore ciascuna, dal 30 maggio al 2 giugno 2016 su History, A&E, e Lifetime.
In Canada, in aggiunta alla disponibilità A&E, la miniserie sarà trasmessa su CraveTV.
In Nuova Zelanda l'emittente di stato TVNZ ha trasmesso le puntate dal 3 al 24 luglio 2016. In Australia, SBS ha mandato in onda le quattro parti dal 27 luglio al 4 agosto 2016.
In Italia è stata trasmessa in prima visione dal canale History, della piattaforma satellitare Sky, dal 16 dicembre 2016 al 6 gennaio 2017. In chiaro è stata trasmessa da Rete 4 dal 30 maggio al 13 giugno 2018.